# Famille Catoire
Pour les articles homonymes, voir Catoire.
La famille Catoire est une famille de la noblesse française, originaire de Picardie, dont la filiation suivie remonte à Jean Catoire, né vers 1650 à Péronne (Somme) et implanté vers la fin du XVIIe siècle en Lorraine à Verdun  dans la (Meuse). Au XVIIIe siècle, des membres de cette famille occupèrent des offices anoblissants au bureau des finances de Metz. Jean Baptiste Marie Auguste Catoire de Bioncourt (1789-1831) émigra en Russie vers 1817 et fut à l’origine d'une branche russe subsistante dont un rameau est revenu en France  à Paris au début du XXe siècle après la révolution russe avec Léon Catoire (1864-1922).

## Origines
La famille Catoire est originaire de Picardie d'où elle vint vers la fin du XVIIe siècle se fixer à Verdun, en Lorraine.
Jean Catoire (vers 1650 - 19 mars 1718), né à Péronne, est le premier membre de la filiation suivie de cette famille,,. Il vint se fixer à Verdun et fut directeur de l'hôpital royal de cette ville. Il épousa : 1° Marguerite Lambert ; 2° Anne-Marie Foucault.
Son fils, Jean Baptiste César Catoire (1696-1760), receveur particulier des finances à Verdun, puis trésorier de France au bureau des finances de Metz le 21 juin 1746, mort en charge le 15 juin 1760, laissa trois fils dont les deux ainés, César et Nicolas, furent les auteurs de deux branches, et dont le plus jeune, François, banquier du roi à Verdun, eut plusieurs enfants qui moururent sans postérité.

Il épousa : 1° le 15 octobre 1719, Anne-Marie Ballon ; 2° le 22 aout 1729, Marguerite Rouyer ; 3° le 13 septembre 1734, Marie Thérèse Morin.

## Branche aînée de Moulainville et Moncel
Jean Baptiste Henri César Catoire (1720-1796), seigneur de Moulainville (fils du précédent et d'Anne-Marie Ballon), fut pourvu en 1765 de l'office anoblissant de trésorier de France au bureau des finances de Metz, puis en 1773 de l'office anoblissant de secrétaire du roi près le parlement de Metz,. Il épousa : 1° le 13 avril 1750, Jeanne Marie Reine Mangin, qui suit ; 2° Anne de Saint-Beaussant dont il n'eut pas d'enfants.
De Reine Mangin vinrent :
- François Marie César Catoire, colonel du génie, épousa Julie La Jeunesse de Varennes, mort à Saint Dominique en 1802 sans postérité.
- Dominique Catoire, né le 4 août 1762 à Verdun, reçu avocat au parlement de Metz le 24 novembre 1783, procureur du roi au bailliage de Verdun, par provision du 14 mars 1789, épousa Louise Françoise Antoinette de Morland ; il fut membre du corps législatif, maire de Verdun[7] et député de la Meuse de 1804 à 1805 et mourut à Verdun le 14 mai 1805[8], dont un fils mort en 1853 sans postérité[2].
- François Clément Catoire (23 novembre 1763 à Verdun - 1843), frère du précédent, maire de Verdun, receveur des finances au bureau de Verdun[9],[2],[10]

Cette branche s'éteignit à la fin du XIXe siècle avec les petits-fils du précédent :
- Louis Ange Edmond Catoire (né en 1839), receveur des domaines à Sedan[2], marié en 1867 à Damvillers (Meuse) avec Adèle Violard, sans postérité.
- Ludovic Catoire (né en 1843)[2], marié en 1874 à Rumont (Meuse) avec Pauline Clotide Ernestine Legris, dont une fille Marie-Louise (1878-1939).

## Branche cadette de Bioncourt
Jean Baptiste Nicolas Catoire (1730-1781), fils ainé de Jean Baptiste César Catoire, entrepreneur du roi, et de Marguerite Rouyer, seigneur de Delme, Puzieux, Alincourt et de la baronnie de Bioncourt, qu'il acheta en 1752 et revendit en 1780. Avocat au parlement puis avocat du roi au bureau des finances de Metz le 14 juillet 1767, procureur au siège royal des eaux et forêts de Metz,. Il avait conçu le projet de rendre la Seille navigable et flottable en 1774 et 1775,,,. Mort en charge en 1781.

Marié : 1) le 8 juillet 1756 à Françoise Marguerite Mangin († 1769) ; 2) en 1774 à Anne Catherine Millety.
Jean-Baptiste-Louis-César Catoire de Bioncourt (1757-1825), fils du précédent et de Françoise Marguerite Mangin. Avocat au parlement de Metz, avocat au bureau des finances de Metz le 22 septembre 1786, avocat général au bureau des finances des évêchés de Metz et d'Alsace, il fut directeur de la saline de Moyenvic, administrateur général des salines de l'Est, et sous l'Empire, ambassadeur de France en République helvétique. Il était associé dans la Maison Catoire, Duquesnoy et compagnie, fermiers des salines de la République Française. Il dirigeait la maison Catoire qui loua et exploita les salines de Salins-les-Bains (Jura) de 1797 à 1806 Il exerçait en 1789 l'office anoblissant de trésorier de France au bureau des finances de Metz.
Par arrêt du Grand Conseil du 19 août 1786, il fut dispensé du paiement du marc d'or de noblesse comme noble,. Il était fils de Jean-Baptiste Nicolas Catoire, avocat du roi au bureau des finances de Metz en 1767, mort en charge en 1781, et petit-fils de Jean-Baptiste-Henri-César Catoire, trésorier de France au bureau des finances de la généralité de Metz en 1746, mort en charge en 1760. Ces charges conféraient la noblesse personnelle dès la réception et la noblesse graduelle héréditaire lorsque le père et le fils avaient été investis de la même charge ou de charges de même nature et l'avaient chacun exercée vingt ans ou jusqu'à leur mort, sans qu'il fut nécessaire que le petit-fils fut pourvu de la même charge. Cette famille n'a eu qu'une seule génération d'exercice ou deux mais de nature différente. Marié en 1780 à Germaine Vincent, sœur du général baron Nicolas-Charles de Vincent, au service de l’Autriche, ministre plénipotentiaire de François II d’Autriche et possédant encore ses propriétés à Bioncourt où il se retira avant de finir sa vie à Nancy après l’époque napoléonienne. Ils eurent pour fille Marie-Stéphanie-Alphonsine Catoire de Bioncourt, mariée le 10 septembre 1814 à Nicolas-Joseph du Rieu de Pouilly, juge de paix du canton de Verny.
Jean-Baptiste-Marie-Auguste Catoire de Bioncourt (1789-1832), fils du précédent et de Germaine Vincent, est né à Moyenvic, canton de Vic, département de la Meurthe, le 14 octobre 1789. Vers l'année 1817, il a émigré en Russie et s'est fait naturaliser russe en 1825. Marié en 1821 à Anne-Julie Levé, il fut l'auteur de la branche russe de la famille Catoire. En 1868, la maison « Veuve Catoire et fils » à Moscou était une succursale de Tresca et cie de Lyon et s'occupait de soies, soieries, thés, indigos et cotons. Il est mort à Moscou le 30 mai 1832, et enterré au cimetière des Allemands de Moscou; sa pierre tombale porte le nom de : Catoire de Bioncourt. Le compositeur russe Georges Catoire descend de Léon. À la révolution russe, son petit-fils, Léon ou Lev Lvovitch Catoire (1864-1922), membre de la Douma municipale (1901-1918), élu maire de Moscou (1917) mais non validé en raison de son origine française et de sa religion catholique, émigra en France, à Paris, où sa descendance est subsistante, dont le compositeur Jean Catoire.

## Filiation de la branche russe
La gare Katuar se situe à 22 kilomètres de la Moscou, non loin du village de Sukharevo.
Pourquoi "Katuar"
Les Catoire sont une famille de la noblesse française devenus commerçants et composés de personnalités publiques prospères qui ont vécu en Russie. Les Catoire de Bioncourt sont officiellement connus depuis le XIIIe siècle. La famille a déménagé en Russie, refusant les résultats de la Révolution française, et a obtenu la citoyenneté de l'Empire russe en 1821. Le premier à arriver a été Jean-Baptiste Catoire de Bioncourt, qui était connu en Russie sous le nom d'Ivan. Ivan Catoire est devenu un marchand de la première guilde et a épousé la fille d'un marchand de vin moscovite, Anna Levé. Par la suite, il a ouvert son propre commerce de vin, de sucre, de thé, de peintures, de colles, etc.
Histoire de la famille Catoire en Russie
Après la mort de son mari, la veuve Anna Ivanovna a continué à gérer les affaires par elle-même. En plus du commerce, elle était impliquée dans la banque. Avec ses fils, elle détenait des actions de raffineries de sucre à Podolsk et d'actifs d'une raffinerie de sucre à Kiev.
L'année 1869 a été marquée par la création de la société "Maison de commerce Veuve A. I. Catoire avec ses fils". La famille menait un commerce rentable de vin, de thé, d'indigo, d'huiles végétales, de soie, de peintures, de colles, d'huiles techniques.
Depuis 1870, la direction de l'entreprise familiale est passée à Constantin Ivanovitch Catoire, fils de Jean-Baptiste et Anna Ivanovna, qui était en même temps président de la députation commerciale de Moscou, créée par la Douma d'État pour contrôler les activités commerciales et industrielles. Le frère de Constantin, André, possédait les plus grandes étendues de terres de la famille.
Lev Ivanovitch Catoire
À la fin des années 1870, la direction de l'entreprise familiale est passée à Lev Ivanovitch et Andreï Lvovitch Catoire, neveux d'Andreï Lvovitch. En même temps, Lev était directeur de la raffinerie de sucre moscovite et occupait plusieurs postes gouvernementaux importants. C'est sous sa direction qu'en 1896, une filature a été construite près de l'usine de briques du village de Verkhniye Kotly. Les briques ont servi à la reconstruction du Goum après l'incendie de Moscou.
Après la mort de son père, son fils, Andreï Lvovitch, l'a remplacé à de nombreux postes. La famille possédait un grand nombre de biens immobiliers et faisait du commerce à Moscou dans le Chinese Rows et à la foire de Nijni Novgorod. Au 3, Katuarovskoe Shosse, il y avait une filature de soie Katuarov, renommée en "Krasnaya Krutilshchitsa" à l'époque soviétique.
Les représentants de la lignée masculine des Catoire étaient les intendants inamovibles de l'église de Saint-Louis.
Lev Ivanovitch Catoire était père de nombreux enfants, il avait 9 fils, chacun d'entre eux contribuant au développement de Moscou et de sa région. Son fils Lev Lvovitch a eu 13 enfants, dont quatre fils.
Lev Lvovitch Catoire (1864—1922) était un des membres actifs de la Douma municipale de Moscou. En octobre 1913, il a été élu maire de Moscou, mais pour des raisons politiques (tout comme ses collègues du groupe des cadets, le prince G. E. Lvov et le professeur de mathématiques S. A. Chaplygin), il n'a pas été présenté à l'approbation de l'empereur Nicolas II et n'a pas pris ses fonctions. Lev Lvovitch est enterré à Paris au cimetière des Batignoles.
Le neveu de Lev Ivanovitch, Alexandre Andreïevitch, a hérité d'une somme considérable de 1,2 million de roubles et s'est éloigné des affaires. Ayant l'intention d'épouser une demoiselle d'une ancienne famille française d'Harcourt, il a réussi à rétablir son nom de Catoire de Bioncourt et a reçu la noblesse héréditaire russe. Son nom est gravé sur la plaque des fondateurs du Musée national historique de la Place Rouge à Moscou.
Alexandre Andreïevitch était passionné de chasse et collectionnait des armes rares. En 1909, il a fait don au Musée historique d'une collection de 500 fusils et pistolets, ainsi qu'une somme importante pour l'entretien et la conservation de la collection.
Georgi Lvovitch Catoire, également connu sous le nom de Georges Catoire, né le 27 avril 1861 à Moscou et mort le 21 mai 1926 dans la même ville, est un compositeur russe d’origine française, auteur de 30 œuvres musicales, ainsi que du traité scientifique Cours théorique d'harmonie et du traité La Forme Musicale.
La famille Catoire était respectée par les citoyens et les personnalités importantes, et aux côtés des familles Deprés et Armand, elle était considérée comme l'un des membres les plus importants et les plus respectés de la diaspora française à Moscou. Les membres talentueux de la famille Catoire ont contribué au développement du commerce et de l'industrie en Russie, ont servi dans les organes gouvernementaux. Certains de leurs entreprises fonctionnent toujours. Ce nom est à jamais inscrit dans l'histoire de Moscou et de sa région.

- Jean-Baptiste-Marie-Auguste Catoire de Bioncourt (1789—1831) — émigré de France en 1821, citoyen russe en 1825, corps des marchands de la 1re guilde
marié avec Anna Ivanovna Levé (1789—1873) — 1re femme de Russie marchande de la 1re guilde, dont :
  - Charles Ivanovitch (1822—?) — président de 1870 à 1876 de la députation de Moscou créée par la Douma municipale en 1862, chargée de l'inspection générale du commerce et de l'industrie.
  - Constantin Ivanovitch (1823—1879) — membre des comités de comptabilité et de prêt du bureau de Moscou de la Banque d'État (1873—1876)
  - André ou Andreï Ivanovitch (1829—1887) — propriétaire foncier
    - Alexandre Andreïvitch (1863—1913) — collectionneur, mécène, chambellan de Nicolas II.

  - Léon ou Lev Ivanovitch (1827—1899) — conseiller du commerce, membre de la Douma municipale (1877—1885)
    - André ou Andreï Lvovitch (1865—1929) — président du tribunal de commerce de Moscou (1901—1908, 1912—1917)
      - Ekaterina Andreïevna (1895/1896—1978) — peintre 
OO    Andreï Petrovitch Struve (1899—1976)
        - Nikita Struve (ru) (1931—2016) — éditeur et traducteur dont L'Archipel du Goulag d'Alexandre Soljenitsyne publié en 1973 à Paris.

    - Georges ou Georgi Lvovitch Catoire (1861—1926) — compositeur, professeur au Conservatoire de Moscou
    - Léon ou Lev Lvovitch (1864-1922) — membre de la Douma municipale (1901-1918), élu maire de Moscou (1917) mais non validé en raison de son origine française et de sa religion catholique, émigré en France en 1918
      - Boris Lvovitch (1907—1978) — architecte 
OO   Marie Alexandrovna  Rehbinder (1907—1999), descendante en ligne directe de Mikhaïl Koutouzov
        - Boris Borissevitch (1936—2011) — ingénieur des ponts et chaussées et diplomate
        - Michel Borissevitch (1941) — administrateur de banque 
OO   Monique Catherine Comi (1941)
          - Alexandre (1968) — chef d'entreprise 
OO   Sophie Jurgita Ivaskeviciute (1980), dont postérité
          - Pierre (1969)

## Personnalités
- Jean-Baptiste-Nicolas Catoire (1730-1781), seigneur de Bioncourt[31],[32],[33],[34],[35]
- Jean-Baptiste-Louis-César Catoire de Bioncourt (1757-1825), directeur de la saline de Moyenvic, administrateur général des salines de l'Est, sous l'Empire, ambassadeur de France en République helvétique[36],[37],[38],[39],[40],[41],[42],[43],[44]
- Jean-Baptiste Catoire-Moulainville (1762-1805), maire de Verdun, député de la Meuse[45]
- Georgi Catoire (1862-1926), compositeur[46],[47],[48],[49]
- Alexandre Catoire de Bioncourt (1863-1913), collectionneur d'armes, marié en 1888 avec Gilonne Henriette d'Harcourt[50],[51],[52],[53]
- Léon Catoire (Lev Lvovitch Catoire - Лев Львович Катуар) (1864-1922), membre du parlement russe (1901-1918), élu au poste de maire de Moscou (1913) non confirmé par le Conseil des ministres car catholique et d'origine française[54],[55],[56],[57],[58].
- Jean Catoire (1923-2005), compositeur[59]
- Boris Catoire (1907-1978), architecte[60]
- Boris Catoire (1936-2011), conseiller commercial, ingénieur en chef des ponts et chaussées[61]

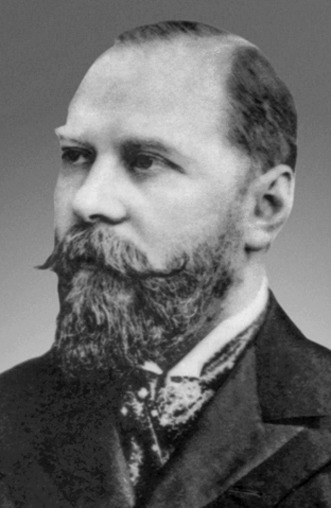
Alexandre Catoire de Bioncourt (1863-1913)

## Alliances
Les principales alliances de la famille Catoire sont : Lambert, Foucault, Ballon (1719), Rouyer (1729), Morin (1734), Henry, de Bellavène, Mangin (1750, 1756), de Saint-Beaussant, La Jeunesse de Varennes, Morland, Gautrey, Joly de Sailly, Jacquet, Robert, Millety (1774), Vincent (1780), de Fuye (1788), Gilbert (1803), du Rieu de Pouilly (1814), Levé (1821, 1855), de Chartogne (1822), Depret (1843), Urbain (1852), Demoncy (1862), Violard (1867), Legris (1874), d'Harcourt (1888).

## Armes

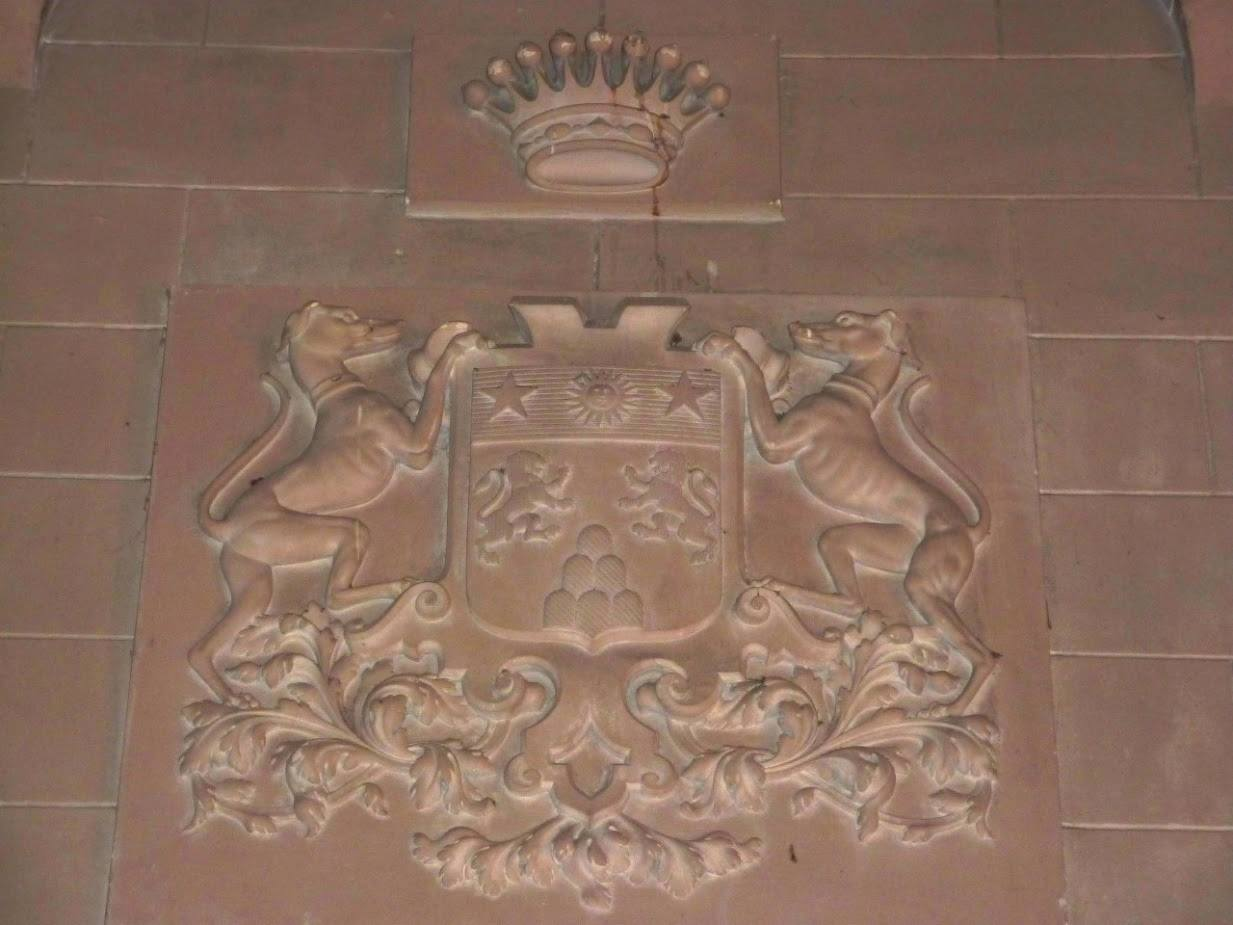
Armes de la famille Catoire de Bioncourt (bas-relief sur cheminée à Tassin-la-Demi-Lune (Rhône)).

- D'argent à un mont de six coupeaux de sinople accosté de deux lions de gueules ; au chef d'azur chargé d'un soleil d'or accosté de deux étoiles d'argent
- Supports : deux lévriers[2].